# Elecciones parlamentarias de Portugal de 1979
Las elecciones parlamentarias portuguesas de 1979 celebradas el domingo 2 de diciembre de 1979 estuvieron protagonizadas por la formación de Alianza Democrática (AD), liderada por el carismático líder del centro-derecha portugués, Francisco de Sá Carneiro tras la inestabilidad de los gobiernos de la legislatura anterior y el intervencionismo del presidente Ramalho Eanes. La AD consiguió aglutinar a PSD y CDS-PP y alcanzar la mayoría absoluta que reclamó durante la campaña su líder al electorado. Los comicios también vivieron la formación de la APU, coalición entre el Partido Comunista y el Movimiento Democrático Portugués.
Con una abstención del 17,13%, los resultados fueron los siguientes:
| Elecciones parlamentarias portuguesas de 1979                |           |        |         |
| Partido                                                      | Votos     | %      | Escaños |
| Alianza Democrática (AD)                                     | 2.719.208 | 45,26  | 128     |
| Partido Socialista (PS)                                      | 1.642.136 | 27,33  | 74      |
| Alianza Pueblo Unido (APU)                                   | 1.129.322 | 18,80  | 47      |
| Unión Democrática Popular (UDP)                              | 130.842   | 2,18   | 1       |
| Partido Demócrata Cristiano (PDC)                            | 72.514    | 1,21   | 0       |
| PCTP/MRPP                                                    | 53.268    | 0,89   | 0       |
| Unión de Izquierda Socialista Democrática (UEDS)             | 43.325    | 0,72   | 0       |
| Partido Socialista Revolucionario (PSR)                      | 36.978    | 0,62   | 0       |
| Partido de los Trabajadores de la Unidad Socialista (POUS)   | 12.713    | 0,21   | 0       |
| Organización Comunista Marxista-Leninista Portuguesa (OCMLP) | 3.433     | 0,06   | 0       |
| Votos en blanco                                              | 42.863    | 0,71   |         |
| Votos nulos                                                  | 120.851   | 2,01   |         |
| Total                                                        | 6.007.453 | 100,00 | 250     |